# Santa Cruz do Rio Pardo
Santa Cruz do Rio Pardo é um município do estado de São Paulo. 
Đô thị này có dân số ước tính khoảng 42.259 người, mật độ dân số khoảng 37,9 người/km².

## Thông tin nhân khẩu
Dữ liệu dân số theo điều tra dân số năm 2000
Tổng dân số: 40.919
- Urbana: 35.120
- Rural: 5.799
- Homens: 20.275
- Mulheres: 20.644

Mật độ dân số (người/km²): 36,65
Tỷ lệ tử vong trẻ sơ sinh dưới 1 tuổi (trên một triệu người): 11,89
Tuổi thọ bình quân (tuổi): 73,50
Tỷ lệ sinh (số trẻ trên mỗi bà mẹ): 1,97
Tỷ lệ biết đọc biết viết: 91,59%
Chỉ số phát triển con người (HDI-M): 0,811
- Chỉ số phát triển con người - Thu nhập: 0,749
- Chỉ số phát triển con người - Tuổi thọ: 0,808
- Chỉ số phát triển con người - Giáo dục: 0,876

(Nguồn: IPEADATA)

### Sông ngòi
- Rio Pardo
- Ribeirão Mandassaia
- Ribeirão da Onça
- Ribeirão São Domingos
- Ribeirão Alambari

### Các xa lộ
- SP-327